# Isaac M. Jordan

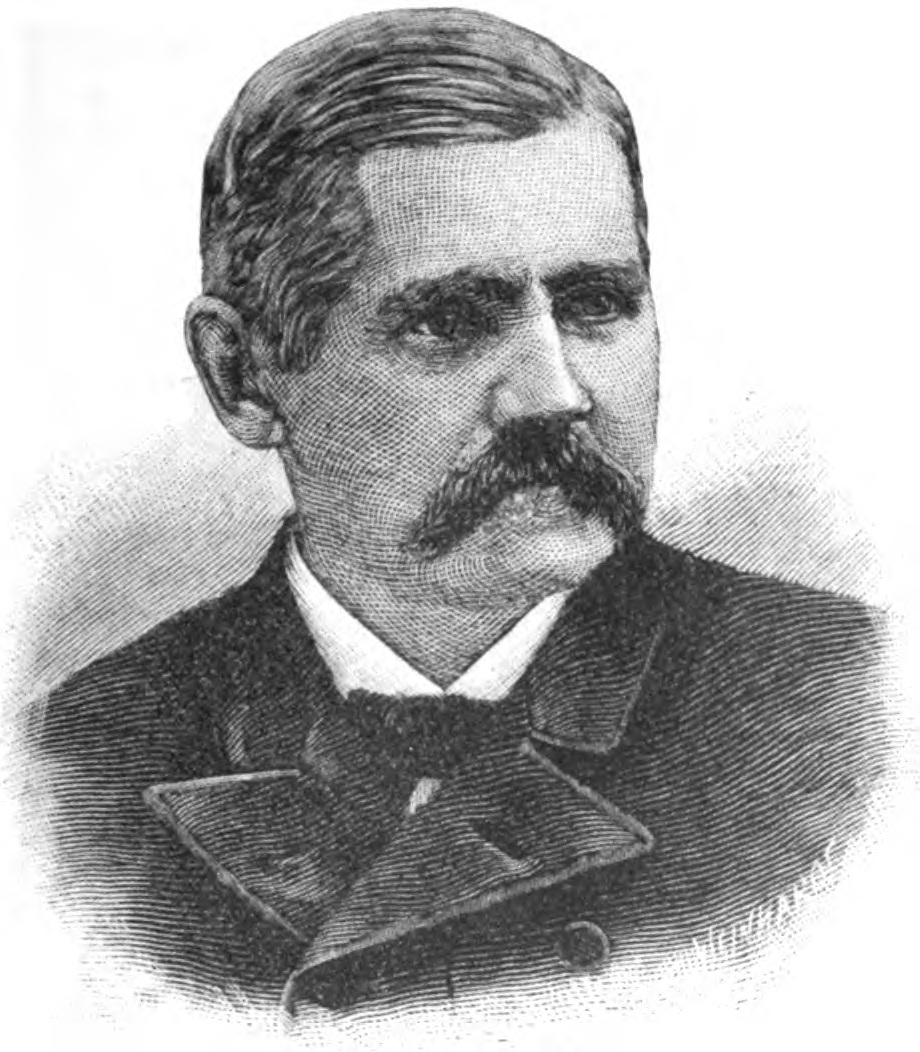
Isaac M. Jordan

Isaac M. Jordan (* 5. Mai 1835 in Mifflinburg, Pennsylvania; † 3. Dezember 1890 in Cincinnati, Ohio) war ein US-amerikanischer Jurist und Politiker (Demokratische Partei).

## Werdegang
Isaac M. Jordan zog 1837 mit seinen Eltern nach Springfield, Ohio. Dort besuchte er zwischen 1853 und 1854 das Northwood Institute. Dann graduierte er 1857 an der Miami University in Oxford, wo er am 28. Juni 1855 einer der Mitbegründer der Sigma Chi Studentenbewegung war. Jordan studierte Jura. Seine Zulassung als Anwalt erhielt er ein Jahr später und begann danach in Dayton zu praktizieren. 1859 zog er nach Cincinnati, wo er seine Tätigkeit als Anwalt fortsetzte.
Jordan verfolgte ebenfalls eine politische Laufbahn. Er wurde für den zweiten Wahlbezirk von Ohio in den 48. US-Kongress gewählt, wo er vom 4. März 1883 bis zum 3. März 1885 tätig war. Eine erneute Kandidatur für das US-Repräsentantenhaus lehnte er 1884 ab und nahm nach dem Ende seiner Amtszeit seine Tätigkeit als Anwalt in Cincinnati wieder auf. Jordan starb am 3. Dezember 1890 an den Folgen von Verletzungen, die er sich bei einem Fahrstuhlunfall in Lincoln Inn in Cincinnati zugezogen hatte. Er wurde auf dem Spring Grove Cemetery beigesetzt.